# Lado a Lado
Lado a Lado é uma telenovela brasileira produzida e exibida pela TV Globo de 10 de setembro de 2012 a 8 de março de 2013, em 154 capítulos. Substituiu Amor Eterno Amor e foi substituída por Flor do Caribe, sendo a 80ª "novela das seis" exibida pela emissora.
Foi escrita por João Ximenes Braga e Claudia Lage, com a colaboração de Chico Soares, Douglas Tourinho, Fernando Rebello, Jackie Vellego, Maria Camargo e Nina Crintzs. A supervisão de texto foi de Gilberto Braga e a direção foi de Cristiano Marques e André Câmara, sob a direção geral de Vinícius Coimbra e Dennis Carvalho, também diretor de núcleo.
Contou com as atuações de  Lázaro Ramos, Camila Pitanga, Thiago Fragoso, Marjorie Estiano, Patricia Pillar, Rafael Cardoso, Caio Blat e Cássio Gabus Mendes.
Em 2013 ganhou o Emmy Internacional de melhor telenovela.

## Enredo
O enredo é ambientado no período posterior à abolição da escravidão e Proclamação da República no Brasil, e retrata as lutas das mulheres, dos negros e das classes populares do Rio de Janeiro por igualdade, em um momento de grandes transformações políticas e sociais.

### Primeira fase
Lado a Lado conta a história de Laura e Isabel, que apesar de virem de mundos totalmente diferentes, caminham na mesma direção: buscam conciliar amor e liberdade na conservadora sociedade carioca do início do século XX.
De origem bastante humilde, órfã de mãe, e filha única de Afonso, um homem que viveu durante o período da escravidão e fora escravizado. Isabel não pôde estudar, e trabalha desde os 14 anos como empregada doméstica na mansão de uma dama francesa, Madame Besançon. Apesar de bastante pobre, Isabel, com as aulas gratuitas de sua patroa, aprendeu a falar francês fluentemente. Ela sonha em trabalhar num negócio próprio, e deseja ter muito mais do que a vida lhe ofereceu. Vive em um cortiço, que após ser demolido por conta das reformas de urbanização, passa a morar no Morro da Providência, a primeira favela do Brasil. Isabel é muito bela, dona de um gingado único, acompanhando de perto o nascimento do samba no Rio de Janeiro. Noiva de Zé Maria, é completamente apaixonada pelo honesto e honrado capoeirista, entretanto o casal sofre com a inveja e a perseguição de Berenice, apaixonada por Zé Maria, dona de uma inveja doentia por Isabel, ela fará de tudo para separá-los.
Professora, amante das artes literárias e dos livros de poema, Laura, uma jovem doce, porém a frente do seu tempo, vê o casamento como um empecilho a seus sonhos de estudar e trabalhar fora de casa, atitudes jamais aceitas por sua mãe, a impiedosa Constância, uma baronesa arrogante e preconceituosa, que vê na união da filha com Edgar, filho do poderoso senador Bonifácio Vieira, a oportunidade de fazer com que o seu marido, Dr. Alberto Assunção, Barão da Boa Vista, consolide sua carreira política na República.
No dia de seus casamentos, Laura e Isabel se conhecem na sacristia de uma tradicional igreja carioca. Elas, então, tornam-se melhores amigas, enfrentando o preconceito social e racial da família de Laura para manter esta amizade. Mas, enquanto Isabel sofre com o atraso do homem que ama, Laura, consciente das limitações que o matrimônio pode acarretar a uma mulher com aspirações profissionais, deseja que seu noivo não apareça. No entanto, é Zé Maria quem não aparece, e Isabel acredita que foi abandonada no altar, sofrendo muito, e, bastante vulnerável, se torna alvo do interesse do bon vivant Albertinho, irmão de Laura, que passa a seduzir a jovem, apaixonando-se por ela, mas Constância é contra a paixão do filho, prometendo vingar-se de Isabel. A jovem professora Laura, por outro lado, acaba se casando com Edgar, que também não estava entusiasmado com um casamento arranjado, em uma união realizada sob a pressão das famílias.
Zé Maria não apareceu no dia do casamento pois no momento em que acontecia a cerimônia estava defendendo o cortiço em que vivia das ameaças de demolição por parte da reforma de urbanização do governo. Ao esclarecer toda a história do porque não compareceu a cerimônia, Isabel fica muito feliz, mas desesperada. Zé Maria, então, sofre uma grande decepção, e acaba se separando de Isabel, que, por ser honesta e sem ter coragem de enganá-lo, conta para ele que engravidou de Albertinho. O rapaz nunca soube da gravidez, pois Isabel decidiu terminar o romance antes de saber da gestação, por se sentir culpada, por amar verdadeiramente a Zé Maria, e também ao descobrir que Albertinho é filho de Constância, que a humilhou no dia que quase casou-se com Zé Maria.
Ao longo dos meses de casamento, Laura e Edgar acabam se apaixonando verdadeiramente. A relação dos dois, porém, tem uma grande reviravolta quando a jovem descobre que enquanto Edgar estudava Direito em Portugal, ele teve um caso amoroso com Catarina Ribeiro, uma famosa cantora de ópera. Catarina fica grávida de Melissa, e depois de algum tempo entra em contato com Edgar, disposta a reconquistá-lo e fazer com que ele assuma a paternidade da menina. Edgar então, parte para Portugual em busca da filha que segundo Catarina é muito doente. Laura fica extremamente abalada e acaba descobrindo que está esperando um filho de Edgar, porém sofre um aborto espontâneo, sofrendo muito e tendo que ir passar um tempo sobre os cuidados da mãe. Ela fica por semanas sem notícias do marido. Depois de se recuperar fisicamente da perda de seu filho, Laura volta para sua casa, e acaba encontrando Edgar, Catarina e Melissa na sala de estar. Cansada das intromissões de Catarina, e após diversas brigas na volta de Edgar, Laura acaba desquitando-se dele, o que era considerado um grande escândalo para a época. A mãe conservadora rejeita a filha desquitada, sentindo profundo desprezo. Ela, então, a manda para uma fazenda de parentes, no interior de São Paulo, com a intenção de esconder o desquite da sociedade. Lá, Laura passa a dar aulas de alfabetização em uma escola particular e também em um projeto social para crianças carentes.
Ao saber da gravidez de Isabel por Laura, que não sabia que o filho de sua amiga é de seu irmão Albertinho, Constância liga os fatos, de que o menino é seu neto, por já saber que seu filho estava apaixonado por Isabel, por ele ter lhe contado. Ela, então, promete vingança. Constância paga a Berenice para vigiar os passos da jovem. Isabel vai a um terreiro, que na época era considerado um ato criminoso, e joga os búzios, ficando aliviada e feliz por saber que seu filho é um menino e nascerá saudável. Sem Isabel saber, Berenice arranja uma parteira, para ajudá-la no plano de Constância, que forja a morte do próprio neto e o entrega em segredo para a irmã de Berenice, com vergonha da origem do menino, que passa a ser criado pela família de Berenice, passando necessidades e sofrendo humilhações. Isabel, que teve um parto complicado e desmaiou, desespera-se ao saber que o filho morreu ao nascer, ao ver o cadáver de um bebê, acreditando ser o seu filho. Ela acaba cultivando bastante sofrimento, sem aceitar a morte do filho. 
Ao mesmo tempo, Constância, vê a possibilidade de se livrar de Isabel, ao descobrir que ela se ofereceu a dar aulas de samba à Jeanette Dórleac mas não tem dinheiro para passagem. A Baronesa da Boa Vista, então, convida a mademoiselle para um café e se propõe a pagar a passagem de Isabel com uma mentira de que quer ajudar a moça pobre depois de tudo que passou. Dórleac aceita, decidindo levá-la embora do Brasil. Este plano visa a manter ocultos o sequestro e a existência do neto ilegítimo. Isabel e Laura passam a comunicar-se por cartas, e a amizade de ambas fortalece-se com o tempo.

### Segunda fase
Seis anos depois, Laura decide enfrentar as ameaças da mãe, e retorna ao Rio de Janeiro, e sem saber, torna-se a professora de Melissa, o que a reaproxima de Edgar, que assumiu a filha legalmente, entretanto nunca mais teve nenhum relacionamento sério por amar Laura. Até hoje Catarina tenta seduzir Edgar, mas nunca obteve sucesso. Ameaçada com a volta de Laura, decide vingar-se, e a jovem tem seu desquite exposto publicamente por Catarina, perdendo seu emprego de professora, causando muito incômodo em sua mãe, que quer vingança, e consegue fazer com que nenhuma escola contrate sua filha. Laura, como sempre gostou de escrever, tem a ideia de fazer um texto que defenda a cultura negra e a dança de sua amiga Isabel, fazendo-a buscar lugar como jornalista. Como mulheres eram proibidas de escrever matérias jornalísticas, ela passa a usar o pseudônimo Paulo Lima. Laura e Edgar se reaproximam, passando a viver um relacionamento entre indas e vindas, ainda sentindo-se dividida entre o amor por Edgar e seus sonhos de independência financeira.
Isabel, por sua vez, realizou seu grande sonho de conquistar sua independência, levando a cultura de seu povo para fora do país, onde tornou-se uma famosa dançarina de samba em Paris, um ritmo musical muito exótico para os europeus. Ela volta milionária da Europa, sendo capaz de comprar a casa da antiga patroa e o teatro em que trabalhava de camareira. Ela volta disposta a se reconciliar com seu pai e reencontrar seus amigos, tentando esquecer as dores do passado, e principalmente reconquistar Zé Maria, com quem passa a ter um relacionamento entre indas e vindas, sempre sendo atrapalhado por Berenice, que não desistiu de Zé Maria. Depois de algum tempo, em um jogo de búzios, ela descobre que seu filho está vivo, o que a deixa incrédula, mas desesperada. Decidindo seguir sua intuição, coloca detetives no caso, contando com ajuda de Laura, a tia da criança, e Edgar, que passa a ser advogado de Isabel, e também contam com a ajuda de Albertinho, que descobre ser o verdadeiro pai. Ao descobrir que seu filho é o menino Elias, o sobrinho de Berenice, Isabel consegue ligar os fatos, chegando até Constância, a mentora de todas estas maldades, planejando vingar-se dela, após agredi-la. Isabel acaba tentando recuperar seu filho a qualquer custo, mas o menino é influenciado por Berenice a rejeitar Isabel, enquanto Albertinho luta por sua guarda na justiça. Todo estes fatos acabam por intensificar o amor de Isabel e Zé Maria, que passa a ajudá-la.  
Laura e Isabel unem-se ainda mais, passando a morar juntas e considerarem-se como irmãs. Elas lutam em prol do feminismo e de uma sociedade igualitária. Ambas tentam reconstruir suas vidas na Capital da República, e enfrentam lado a lado os preconceitos da época e as perseguições maquiavélicas da mãe de Laura.

## Produção
Lado a Lado foi o primeiro nome idealizado para a novela, que depois foi trocado pelo título provisório de Novo Tempo, mas a Globo preferiu trocá-lo novamente, voltando à Lado a Lado. O nome da trama seria justificado posteriormente no site da novela, na legenda da cena final, centrada nas duas protagonistas, com a frase "Heroínas... Laura e Isabel celebram a amizade, e a vida que segue, lado a lado".
Durante dez dias, o elenco gravou cenas nas ruas do centro histórico de São Luís, no Maranhão. A cidade serviu de locação para representar o Rio de Janeiro do início do século XX.
Os atores Lázaro Ramos e Marcello Melo Jr. fizeram aulas com Mestre Cocoroca para dar vida aos capoeiristas Zé Maria e Caniço, respectivamente. Além disso receberam faixa preta como capoeiristas, e seus nomes de batismo foram os nomes de seus personagens.
Os atores Rafael Cardoso, Caio Blat, Daniel Dalcin e Klebber Toledo fizeram aulas de futebol, já que na trama, os seus personagem serão responsáveis por trazer o esporte ao Brasil.
Esta foi a primeira novela que teve João Ximenes Braga e Cláudia Lage como autores titulares. Os dois fizeram a oficina de autores da Globo em 2004 e foram colaboradores de novelas como Insensato Coração e Páginas da Vida. Esta foi a primeira vez que trabalharam juntos.
Patrícia Pillar e Alessandra Negrini voltaram às novelas como vilãs da trama.

### Temas recorrentes
Temas como machismo e emancipação feminina, tratados sob a ótica das duas protagonistas, que remetiam a referências da luta das mulheres por emancipação e inserção, como Nísia Floresta e Josephine Baker, geraram discussões na mídia e nas redes sociais.
Os preconceitos sofridos pelas mulheres divorciadas, que viviam fora de casa e queriam trabalhar, assim como os dramas da ilegitimidade e das mulheres que tinham filhos fora do casamento, foram representados por Laura (Marjorie Estiano), Isabel (Camila Pitanga) e outras (os) personagens. 
Os obstáculos para a inserção dos negros e camadas populares foram representados na luta de Zé Maria (Lázaro Ramos) pela descriminalização da capoeira, na representação de um homem negro que se disfarça de branco para jogar futebol, como o personagem de Chico (César Mello), amigo e companheiro de Zé Maria na retratação de revoltas populares como a Revolta da Vacina e a Revolta da Chibata.
A novela despertou o interesse também ao tema da liberdade religiosa, no período em que a Mãe de Santo, Tia Jurema (Zezé Barbosa), foi presa por professar sua fé como representante do Candomblé.

## Recepção
O emprego do termo divórcio, em referência à separação de Laura e Edgar (Thiago Fragoso), gerou polêmicas e discussões entre o público e na imprensa.
A cena em que Laura sofre uma tentativa de estupro de seu então empregador, o senador Laranjeiras (Dudu Sandroni), em 10 de janeiro, causou grande repercussão entre os críticos e redes sociais. Considerada mais chocante que a cena do estupro de Jéssica (Carolina Dieckmann) em Salve Jorge, agradou ao público e resultou em elogios à atuação da atriz Marjorie Estiano e dos demais envolvidos.
O capítulo do dia 4 de março, em que Laura foi internada em um sanatório por sua mãe, igualmente chamou a atenção sobre as práticas "sanitárias" impostas às mulheres contestadoras e independentes na época retratada pela novela. A cena foi inspirada em fatos reais.
Segundo pesquisas, a telenovela foi elogiada por professores pela capacidade de abordar a história do Brasil em uma obra de ficção, e muitos assuntos vistos no enredo foram comentados nas salas de aula. A trama, o elenco, a fotografia e até mesmo as histórias obtiveram críticas positivas.
A concretização de Thiago Fragoso e Marjorie Estiano como casal, depois de dois insucessos em A Vida da Gente, foi prometedora. O entrosamento do casal foi um dos pontos mais destacados da trama: eles foram eleitos o melhor par romântico de novelas do ano pelos votantes do Prêmio Noveleiros 2012 e pelo editor da revista Minha Novela e mobilizaram um movimento nas redes sociais chamado movimento Laured (união dos nomes Laura e Edgar).
O êxito da personagem de Marjorie Estiano inspirou a publicação do livro Laura, uma história alternativa da jovem feminista, pela Biblioteca 24 horas.

### Audiência
Lado a Lado estreou no dia 10 de setembro de 2012 com 18 pontos de média, sendo a pior estreia de uma novela das seis registrada na emissora. Suas antecessoras, Amor Eterno Amor e A Vida da Gente, estrearam com 23 pontos de média, enquanto Cordel Encantado obteve 24 pontos.
Em seu segundo capítulo, a trama subiu na audiência, chegando aos 19 pontos.
No dia 16 de janeiro de 2013 a novela bateu seu recorde de audiência: 25 pontos com picos de 28 no Ibope. Essa foi a maior audiência durante toda a novela. No capítulo, Isabel descobre que o filho está vivo e dá uma surra em Constância.
O último capítulo chegou a 21 pontos, com picos de 24 no Ibope.
A trama fechou com média final de 18,2 pontos, sendo considerada uma audiência muito baixa, propícia ao seriado teen Malhação. No entanto, seus primeiros capítulos foram apresentados no horário da novela adolescente, em virtude do horário eleitoral. Lado a Lado enfrentou várias dificuldades externas juntas, a estreia em período eleitoral, festas populares, horário de verão, além das várias estreias na mesma época entre a teledramaturgia da Globo. A despeito dos índices baixos, foi a trama mais elogiada pela crítica, indicando que audiência não necessariamente é sinônimo de qualidade.

### Prêmios e indicações
| Ano  | Prêmio                           | Categoria                | Indicado                                            | Resultado | Ref           |
| ---- | -------------------------------- | ------------------------ | --------------------------------------------------- | --------- | ------------- |
| 2012 | Prêmio Quem de Televisão         | Melhor Ator              | Thiago Fragoso                                      | Indicado  | [ 41 ]        |
| 2012 | Prêmio Noveleiros                | Melhor Novela            | Lado a Lado                                         | Indicado  |               |
| 2012 | Prêmio Noveleiros                | Melhor Atriz             | Patrícia Pillar                                     | Indicado  |               |
| 2012 | Prêmio Noveleiros                | Melhor Casal de Novela   | Edgar (Thiago Fragoso) e Laura (Marjorie Estiano)   | Venceu    |               |
| 2012 | Prêmio Noveleiros                | Maior invejoso (a)       | Berenice (Sheron Menezes)                           | Venceu    |               |
| 2012 | Prêmio Noveleiros                | Maior invejoso (a)       | Fernando (Caio Blat)                                | Indicado  |               |
| 2012 | Prêmio Noveleiros                | Melhor vilã              | Constância (Patrícia Pillar)                        | Indicado  |               |
| 2012 | Prêmio Noveleiros                | Melhor vilã              | Catarina (Alessandra Negrini)                       | Indicado  |               |
| 2012 | Melhores do Ano - CPG            | Melhor Figurino          | Beth Filipecki                                      | Venceu    | [ 43 ]        |
| 2012 | Melhores do Ano - CPG            | Melhor Cenografia        | Fabio Rangel                                        | Venceu    | [ 44 ]        |
| 2012 | Melhores de TV Press             | Melhor Fotografia        | Walter Carvalho                                     | Venceu    | [ 45 ]        |
| 2012 | Melhores de TV Press             | Melhor Autor             | João Ximenes Braga e Cláudia Lage                   | Venceu    | [ 45 ]        |
| 2013 | Prêmio Camélia de Ouro (CEAP)    | Veículo de Comunicação   | João Ximenes Braga e Cláudia Lage                   | Venceu    | [ 46 ]        |
| 2013 | Prêmio Contigo! de TV            | Melhor Novela            | João Ximenes Braga e Cláudia Lage                   | Indicado  | [ 47 ]        |
| 2013 | Prêmio Contigo! de TV            | Melhor Ator de Novela    | Thiago Fragoso                                      | Indicado  | [ 47 ]        |
| 2013 | Prêmio Contigo! de TV            | Melhor Atriz de Novela   | Marjorie Estiano                                    | Indicado  | [ 47 ]        |
| 2013 | Prêmio Contigo! de TV            | Melhor Ator Infantil     | Cauê Campos                                         | Indicado  | [ 47 ]        |
| 2013 | Prêmio Contigo! de TV            | Melhor Autor de Novela   | Claudia Lage e João Ximenes Braga                   | Indicado  | [ 47 ]        |
| 2013 | Prêmio Contigo! de TV            | Melhor Diretor de Novela | Denis Carvalho e Vinícius Coimbra                   | Indicado  | [ 47 ]        |
| 2013 | Retrospectiva UOL                | Melhor Novela            | Lado a Lado                                         | Indicado  |               |
| 2013 | Retrospectiva UOL                | Melhor Atriz             | Marjorie Estiano                                    | Indicado  |               |
| 2013 | Retrospectiva UOL                | Melhor Atriz             | Patrícia Pillar                                     | Indicado  |               |
| 2013 | Retrospectiva UOL                | Melhor Ator              | Lázaro Ramos                                        | Indicado  |               |
| 2013 | Retrospectiva UOL                | Melhor Vilã              | Constância (Patrícia Pillar)                        | Indicado  |               |
| 2013 | Retrospectiva UOL                | Melhor Casal             | Isabel (Camila Pitanga) e José Maria (Lázaro Ramos) | Indicado  |               |
| 2013 | Melhores do Ano de Teledossiê    | Melhor Novela            | Lado a Lado                                         | Indicado  |               |
| 2013 | Melhores do Ano de Teledossiê    | Melhor Atriz             | Marjorie Estiano                                    | Indicado  |               |
| 2013 | Melhores do Ano de Teledossiê    | Melhor Atriz             | Patrícia Pillar                                     | Indicado  |               |
| 2013 | Melhores do Ano de Teledossiê    | Melhor Ator              | Thiago Fragoso                                      | Indicado  |               |
| 2013 | Melhores do Ano de Teledossiê    | Melhor Atriz Coadjuvante | Isabela Garcia                                      | Indicado  |               |
| 2013 | Melhores do Ano de Teledossiê    | Melhor Ator Coadjuvante  | Caio Blat                                           | Indicado  |               |
| 2013 | Melhores do Ano de Teledossiê    | Melhor Ator Infantil     | Cauê Campos                                         | Venceu    |               |
| 2013 | Prêmio Extra de Televisão        | Melhor Novela            | Lado a Lado                                         | Indicado  | [ 51 ]        |
| 2013 | Prêmio Extra de Televisão        | Melhor Ator de Novela    | Thiago Fragoso                                      | Indicado  | [ 51 ]        |
| 2013 | Prêmio Extra de Televisão        | Melhor Ator de Novela    | Lázaro Ramos                                        | Indicado  | [ 51 ]        |
| 2013 | Prêmio Extra de Televisão        | Melhor Atriz Coadjuvante | Patrícia Pillar                                     | Indicado  | [ 51 ]        |
| 2013 | Prêmio Extra de Televisão        | Melhor Figurino          | Beth Filipecki                                      | Venceu    | [ 51 ] [ 52 ] |
| 2013 | Prêmio Extra de Televisão        | Melhor Maquiagem         | Lado a Lado                                         | Indicado  | [ 51 ]        |
| 2013 | Troféu APCA                      | Melhor Ator              | Lázaro Ramos                                        | Indicado  | [ 53 ]        |
| 2013 | Troféu Raça Negra                | Melhor Atriz             | Zezeh Barbosa                                       | Venceu    | [ 54 ]        |
| 2013 | Trans Brasil TV                  | Melhor Atriz             | Marjorie Estiano                                    | Indicado  | [ 55 ] [ 56 ] |
| 2013 | Melhores do Ano do Diário Gaúcho | Melhor Novela            | Claudia Lage e João Ximenes Braga                   | Venceu    | [ 57 ]        |
| 2013 | Melhores do Ano do Diário Gaúcho | Melhor Ator de Novela    | Thiago Fragoso                                      | Indicado  |               |
| 2013 | Melhores do Ano do Diário Gaúcho | Melhor Ator de Novela    | Lázaro Ramos                                        | Indicado  |               |
| 2013 | Emmy Internacional               | Melhor Telenovela        | Claudia Lage e João Ximenes Braga                   | Venceu    | [ 58 ] [ 59 ] |

### Votações digitais
- Ego (2012): Musa e muso, Marjorie Estiano e Thiago Fragoso, respectivamente com 35% e 47% de preferência.[60]
- Video Show (2012): Melhor cena romântica de novela, para Laura (Marjorie Estiano) e Edgar (Thiago Fragoso).[61]
- Video Show (2013): Melhor cena de pedido de casamento da ficção, para Laura e Edgar.[62]
- Video Show (2014): Mocinha com melhor maquiagem, Laura com 31% dos votos.[63][64]

## Música
A telenovela Lado a Lado gerou dois álbuns distintos, lançados pela Som Livre: um contendo a trilha sonora nacional, com participação de Martinho da Vila, Los Hermanos, Mart'nália, Nando Reis, Beth Carvalho, Gal Costa, George Michael, entre outros, foi lançado em novembro de 2012; e outro contendo a trilha sonora instrumental, com canções escritas e compostas por Roger Henri, lançado em fevereiro de 2013.

### Canção de abertura
A canção de abertura utilizada foi o samba enredo da escola de samba Imperatriz Leopoldinense, vencedora do carnaval carioca de 1989, intitulada Liberdade! Liberdade! Abra as Asas sobre Nós, composto por Niltinho Tristeza, Preto Joia, Vicentinho e Jurandir. O título e refrão "Liberdade! Liberdade! Abra as Asas sobre Nós" é oriundo do Hino da Proclamação da República.

## Exibição

### Outras mídias
Em 17 de abril de 2023, foi disponibilizada pelo Globoplay como parte do Projeto Originalidade, com a atualização para o formato de exibição original; com o formato de imagem restaurado em Full HD, além de aberturas, vinhetas de intervalo e encerramento originais.

### Exibição internacional
| País                           | Canal             | Título local               | Estreia                 | Final                    | Horário semanal     | Hora       |
| ------------------------------ | ----------------- | -------------------------- | ----------------------- | ------------------------ | ------------------- | ---------- |
| São Tomé e Príncipe            | TVS               | Lado a Lado                | 17 de setembro de 2012  | 15 de março de 2013      | Segunda a Sábado    | 15:30      |
| Portugal                       | Globo Portugal    | Lado a Lado                | 2 de fevereiro de 2014  | 18 de maio de 2014       | Segunda a Domingo   | 20:00      |
| Arménia                        | Armenia 1         | Կողք - կողքի               | 10 de março de 2014     | 8 de agosto de 2014      | Segunda a Sexta     | 19:20      |
| Estados Unidos                 | MundoFox          | Lado a Lado                | 18 de março de 2014     | 30 de junho de 2014      | Segunda a Sexta     | 20:00      |
| Porto Rico                     | MundoFox          | Lado a Lado                | 19 de março de 2014     | 1º de julho de 2014      | Segunda a Sexta     | 20:00      |
| El Salvador                    | Canal 4           | Lado a Lado                | 8 de maio de 2014       | 21 de novembro de 2014   | Segunda a Sexta     | 14:00      |
| Chile                          | Canal 13          | Lado a Lado                | 28 de julho de 2014     | 28 de novembro de 2014   | Segunda a Sexta     | 15:00      |
| Costa Rica                     | Teletica          | Lado a Lado                | 11 de agosto de 2014    | 31 de dezembro de 2014   | Segunda a Sexta     | 13:30      |
| Canadá                         | OMNI              | Lado a Lado                | 25 de agosto de 2014    | 16 de janeiro de 2015    | Segunda a Sexta     | 16:00      |
| Portugal                       | SIC               | Lado a Lado                | 8 de setembro de 2014   | 20 de março de 2015      | Segunda a Sábado    | 23:452     |
| Moçambique                     | STV               | Lado a Lado                | 15 de setembro de 2014  | 13 de março de 2015      | Segunda a Sábado    | 19:00      |
| Venezuela                      | TVes              | Lado a Lado                | 13 de outubro de 2014   | 24 de junho de 2015      | Segunda a Sexta     | 22:003     |
| Argentina                      | Telefe            | Lado a Lado                | 1 de dezembro de 2014   | 3 de março de 2015       | Segunda a Sexta     | 15:30      |
| Nicarágua                      | Canal 4           | Lado a Lado                | 1 de dezembro de 2014   | 15 de maio de 2015       | Segunda a Sexta     | 21:00      |
| Estados Unidos                 | MundoFox          | Lado a Lado                | 22 de dezembro de 2014  | 15 de maio de 2015       | Segunda a Sexta     | 13:00      |
| Porto Rico                     | MundoFox          | Lado a Lado                | 22 de dezembro de 2014  | 15 de maio de 2015       | Segunda a Sexta     | 14:0017    |
| Coreia do Sul                  | TeleNovela        | 사이드 바이 사이드         | 13 de fevereiro de 2015 | 17 de fevereiro de 2016  | Sexta4              | 21:155     |
| Croácia                        | HRT 1             | Rame uz rame               | 10 de abril de 2015     | 4 de setembro de 2015    | Segunda a Sexta     | 12:25      |
| Argentina                      | Canal 9           | Lado a Lado                | 26 de maio de 2015      | 23 de setembro de 2015   | Segunda a Sexta     | 14:45      |
| Quénia                         | Maisha Magic East | Side by Side               | 1 de junho de 2015      | 23 de outubro de 2015    | Segunda a Sexta     | 18:30      |
| Uganda                         | Maisha Magic East | Side by Side               | 1 de junho de 2015      | 23 de outubro de 2015    | Segunda a Sexta     | 18:30      |
| Tanzânia                       | Maisha Magic East | Side by Side               | 1 de junho de 2015      | 23 de outubro de 2015    | Segunda a Sexta     | 18:30      |
| Cabo Verde                     | M-Net City        | Side by Side               | 3 de agosto de 2015     | 23 de outubro de 20157   | Segunda a Sexta     | 15:00      |
| Burquina Fasso                 | M-Net City        | Side by Side               | 3 de agosto de 2015     | 23 de outubro de 20157   | Segunda a Sexta     | 16:00      |
| Gâmbia                         | M-Net City        | Side by Side               | 3 de agosto de 2015     | 23 de outubro de 20157   | Segunda a Sexta     | 16:00      |
| Gana                           | M-Net City        | Side by Side               | 3 de agosto de 2015     | 23 de outubro de 20157   | Segunda a Sexta     | 16:00      |
| Guiné                          | M-Net City        | Side by Side               | 3 de agosto de 2015     | 23 de outubro de 20157   | Segunda a Sexta     | 16:00      |
| Guiné-Bissau                   | M-Net City        | Side by Side               | 3 de agosto de 2015     | 23 de outubro de 20157   | Segunda a Sexta     | 16:00      |
| Costa do Marfim                | M-Net City        | Side by Side               | 3 de agosto de 2015     | 23 de outubro de 20157   | Segunda a Sexta     | 16:00      |
| Libéria                        | M-Net City        | Side by Side               | 3 de agosto de 2015     | 23 de outubro de 20157   | Segunda a Sexta     | 16:00      |
| Mali                           | M-Net City        | Side by Side               | 3 de agosto de 2015     | 23 de outubro de 20157   | Segunda a Sexta     | 16:00      |
| Mauritânia                     | M-Net City        | Side by Side               | 3 de agosto de 2015     | 23 de outubro de 20157   | Segunda a Sexta     | 16:00      |
| São Tomé e Príncipe            | M-Net City        | Side by Side               | 3 de agosto de 2015     | 23 de outubro de 20157   | Segunda a Sexta     | 16:00      |
| Senegal                        | M-Net City        | Side by Side               | 3 de agosto de 2015     | 23 de outubro de 20157   | Segunda a Sexta     | 16:00      |
| Serra Leoa                     | M-Net City        | Side by Side               | 3 de agosto de 2015     | 23 de outubro de 20157   | Segunda a Sexta     | 16:00      |
| Togo                           | M-Net City        | Side by Side               | 3 de agosto de 2015     | 23 de outubro de 20157   | Segunda a Sexta     | 16:00      |
| Camarões                       | M-Net City        | Side by Side               | 3 de agosto de 2015     | 23 de outubro de 20157   | Segunda a Sexta     | 17:00      |
| República Centro-Africana      | M-Net City        | Side by Side               | 3 de agosto de 2015     | 23 de outubro de 20157   | Segunda a Sexta     | 17:00      |
| Chade                          | M-Net City        | Side by Side               | 3 de agosto de 2015     | 23 de outubro de 20157   | Segunda a Sexta     | 17:00      |
| Guiné Equatorial               | M-Net City        | Side by Side               | 3 de agosto de 2015     | 23 de outubro de 20157   | Segunda a Sexta     | 17:00      |
| Gabão                          | M-Net City        | Side by Side               | 3 de agosto de 2015     | 23 de outubro de 20157   | Segunda a Sexta     | 17:00      |
| Namíbia                        | M-Net City        | Side by Side               | 3 de agosto de 2015     | 23 de outubro de 20157   | Segunda a Sexta     | 17:008     |
| Níger                          | M-Net City        | Side by Side               | 3 de agosto de 2015     | 23 de outubro de 20157   | Segunda a Sexta     | 17:00      |
| Nigéria                        | M-Net City        | Side by Side               | 3 de agosto de 2015     | 23 de outubro de 20157   | Segunda a Sexta     | 17:00      |
| Congo                          | M-Net City        | Side by Side               | 3 de agosto de 2015     | 23 de outubro de 20157   | Segunda a Sexta     | 17:00      |
| República Democrática do Congo | M-Net City        | Side by Side               | 3 de agosto de 2015     | 23 de outubro de 20157   | Segunda a Sexta     | 18:00      |
| Lesoto                         | M-Net City        | Side by Side               | 3 de agosto de 2015     | 23 de outubro de 20157   | Segunda a Sexta     | 18:00      |
| Malawi                         | M-Net City        | Side by Side               | 3 de agosto de 2015     | 23 de outubro de 20157   | Segunda a Sexta     | 18:00      |
| Moçambique                     | M-Net City        | Side by Side               | 3 de agosto de 2015     | 23 de outubro de 20157   | Segunda a Sexta     | 18:00      |
| Ruanda                         | M-Net City        | Side by Side               | 3 de agosto de 2015     | 23 de outubro de 20157   | Segunda a Sexta     | 18:00      |
| África do Sul                  | M-Net City        | Side by Side               | 3 de agosto de 2015     | 23 de outubro de 20157   | Segunda a Sexta     | 18:00      |
| Essuatíni                      | M-Net City        | Side by Side               | 3 de agosto de 2015     | 23 de outubro de 20157   | Segunda a Sexta     | 18:00      |
| Zâmbia                         | M-Net City        | Side by Side               | 3 de agosto de 2015     | 23 de outubro de 20157   | Segunda a Sexta     | 18:00      |
| Zimbabwe                       | M-Net City        | Side by Side               | 3 de agosto de 2015     | 23 de outubro de 20157   | Segunda a Sexta     | 18:00      |
| Djibouti                       | M-Net City        | Side by Side               | 3 de agosto de 2015     | 23 de outubro de 20157   | Segunda a Sexta     | 19:00      |
| Eritreia                       | M-Net City        | Side by Side               | 3 de agosto de 2015     | 23 de outubro de 20157   | Segunda a Sexta     | 19:00      |
| Etiópia                        | M-Net City        | Side by Side               | 3 de agosto de 2015     | 23 de outubro de 20157   | Segunda a Sexta     | 19:00      |
| Quénia                         | M-Net City        | Side by Side               | 3 de agosto de 2015     | 23 de outubro de 20157   | Segunda a Sexta     | 19:00      |
| Madagáscar                     | M-Net City        | Side by Side               | 3 de agosto de 2015     | 23 de outubro de 20157   | Segunda a Sexta     | 19:00      |
| Somália                        | M-Net City        | Side by Side               | 3 de agosto de 2015     | 23 de outubro de 20157   | Segunda a Sexta     | 19:00      |
| Sudão                          | M-Net City        | Side by Side               | 3 de agosto de 2015     | 23 de outubro de 20157   | Segunda a Sexta     | 19:00      |
| Tanzânia                       | M-Net City        | Side by Side               | 3 de agosto de 2015     | 23 de outubro de 20157   | Segunda a Sexta     | 19:00      |
| Uganda                         | M-Net City        | Side by Side               | 3 de agosto de 2015     | 23 de outubro de 20157   | Segunda a Sexta     | 19:00      |
| França                         | M-Net City6       | Side by Side               | 3 de agosto de 2015     | 23 de outubro de 20157   | Segunda a Sexta     | 20:00      |
| Hungria                        | Duna TV           | Feketén-Fehéren            | 31 de agosto de 2015    | 2 de fevereiro de 2016   | Segunda a Sexta     | 16:0511    |
| Uruguai                        | Teledoce          | Lado a Lado                | 7 de dezembro de 2015   | 6 de maio de 2016        | Segunda a Sexta     | 19:009     |
| França                         | RFO10             | Les Couleurs de la Liberté | 9 de janeiro de 2016    | 29 de abril de 201714    | Sábado              | 20:0013    |
| Estados Unidos                 | Pasiones          | Lado a Lado                | 18 de abril de 2016     | 9 de setembro de 2016    | Segunda a Sexta     | 21:0012    |
| Porto Rico                     | Pasiones          | Lado a Lado                | 18 de abril de 2016     | 9 de setembro de 2016    | Segunda a Sexta     | 21:0012    |
| Coreia do Sul                  | TeleNovela        | 사이드 바이 사이드         | 6 de maio de 2016       | 5 de fevereiro de 201715 | Sexta a Domingo     | 17:0018    |
| Venezuela                      | TVes              | Lado a Lado                | 1 de junho de 2016      | 16 de dezembro de 2016   | Segunda a Sexta     | 22:00      |
| Inglaterra                     | ABN TV            | Side by Side               | 6 de junho de 2016      | 28 de outubro de 2016    | Segunda a Sexta     | 18:00      |
| Escócia                        | ABN TV            | Side by Side               | 6 de junho de 2016      | 28 de outubro de 2016    | Segunda a Sexta     | 18:00      |
| Irlanda do Norte               | ABN TV            | Side by Side               | 6 de junho de 2016      | 28 de outubro de 2016    | Segunda a Sexta     | 18:00      |
| País de Gales                  | ABN TV            | Side by Side               | 6 de junho de 2016      | 28 de outubro de 2016    | Segunda a Sexta     | 18:00      |
| República da Irlanda           | ABN TV            | Side by Side               | 6 de junho de 2016      | 28 de outubro de 2016    | Segunda a Sexta     | 18:00      |
| Honduras                       | Pasiones          | Lado a Lado                | 15 de agosto de 2016    | 9 de janeiro de 2017     | Segunda a Sexta     | 16:00      |
| Costa Rica                     | Pasiones          | Lado a Lado                | 15 de agosto de 2016    | 9 de janeiro de 2017     | Segunda a Sexta     | 16:00      |
| Guatemala                      | Pasiones          | Lado a Lado                | 15 de agosto de 2016    | 9 de janeiro de 2017     | Segunda a Sexta     | 16:00      |
| El Salvador                    | Pasiones          | Lado a Lado                | 15 de agosto de 2016    | 9 de janeiro de 2017     | Segunda a Sexta     | 16:00      |
| México                         | Pasiones          | Lado a Lado                | 15 de agosto de 2016    | 9 de janeiro de 2017     | Segunda a Sexta     | 17:00      |
| Peru                           | Pasiones          | Lado a Lado                | 15 de agosto de 2016    | 9 de janeiro de 2017     | Segunda a Sexta     | 17:00      |
| Equador                        | Pasiones          | Lado a Lado                | 15 de agosto de 2016    | 9 de janeiro de 2017     | Segunda a Sexta     | 17:00      |
| Colômbia                       | Pasiones          | Lado a Lado                | 15 de agosto de 2016    | 9 de janeiro de 2017     | Segunda a Sexta     | 17:00      |
| Venezuela                      | Pasiones          | Lado a Lado                | 15 de agosto de 2016    | 9 de janeiro de 2017     | Segunda a Sexta     | 18:00      |
| Bolívia                        | Pasiones          | Lado a Lado                | 15 de agosto de 2016    | 9 de janeiro de 2017     | Segunda a Sexta     | 18:00      |
| Paraguai                       | Pasiones          | Lado a Lado                | 15 de agosto de 2016    | 9 de janeiro de 2017     | Segunda a Sexta     | 18:0016    |
| Chile                          | Pasiones          | Lado a Lado                | 15 de agosto de 2016    | 9 de janeiro de 2017     | Segunda a Sexta     | 19:00      |
| Argentina                      | Pasiones          | Lado a Lado                | 15 de agosto de 2016    | 9 de janeiro de 2017     | Segunda a Sexta     | 19:00      |
| Uruguai                        | Pasiones          | Lado a Lado                | 15 de agosto de 2016    | 9 de janeiro de 2017     | Segunda a Sexta     | 19:00      |
| Burquina Fasso                 | Nina TV           | Les Couleurs de la Liberté | 27 de fevereiro de 2017 | 21 de julho de 2017      | Segunda a Sexta     | 20:20      |
| Costa do Marfim                | Nina TV           | Les Couleurs de la Liberté | 27 de fevereiro de 2017 | 21 de julho de 2017      | Segunda a Sexta     | 20:20      |
| Guiné                          | Nina TV           | Les Couleurs de la Liberté | 27 de fevereiro de 2017 | 21 de julho de 2017      | Segunda a Sexta     | 20:20      |
| Mali                           | Nina TV           | Les Couleurs de la Liberté | 27 de fevereiro de 2017 | 21 de julho de 2017      | Segunda a Sexta     | 20:20      |
| Senegal                        | Nina TV           | Les Couleurs de la Liberté | 27 de fevereiro de 2017 | 21 de julho de 2017      | Segunda a Sexta     | 20:20      |
| Togo                           | Nina TV           | Les Couleurs de la Liberté | 27 de fevereiro de 2017 | 21 de julho de 2017      | Segunda a Sexta     | 20:20      |
| Benim                          | Nina TV           | Les Couleurs de la Liberté | 27 de fevereiro de 2017 | 21 de julho de 2017      | Segunda a Sexta     | 21:20      |
| Camarões                       | Nina TV           | Les Couleurs de la Liberté | 27 de fevereiro de 2017 | 21 de julho de 2017      | Segunda a Sexta     | 21:20      |
| República Centro-Africana      | Nina TV           | Les Couleurs de la Liberté | 27 de fevereiro de 2017 | 21 de julho de 2017      | Segunda a Sexta     | 21:20      |
| Chade                          | Nina TV           | Les Couleurs de la Liberté | 27 de fevereiro de 2017 | 21 de julho de 2017      | Segunda a Sexta     | 21:20      |
| República Democrática do Congo | Nina TV           | Les Couleurs de la Liberté | 27 de fevereiro de 2017 | 21 de julho de 2017      | Segunda a Sexta     | 21:20      |
| Congo                          | Nina TV           | Les Couleurs de la Liberté | 27 de fevereiro de 2017 | 21 de julho de 2017      | Segunda a Sexta     | 21:20      |
| Guiné Equatorial               | Nina TV           | Les Couleurs de la Liberté | 27 de fevereiro de 2017 | 21 de julho de 2017      | Segunda a Sexta     | 21:20      |
| Níger                          | Nina TV           | Les Couleurs de la Liberté | 27 de fevereiro de 2017 | 21 de julho de 2017      | Segunda a Sexta     | 21:20      |
| Burundi                        | Nina TV           | Les Couleurs de la Liberté | 27 de fevereiro de 2017 | 21 de julho de 2017      | Segunda a Sexta     | 22:20      |
| Gabão                          | Nina TV           | Les Couleurs de la Liberté | 27 de fevereiro de 2017 | 21 de julho de 2017      | Segunda a Sexta     | 22:20      |
| Ruanda                         | Nina TV           | Les Couleurs de la Liberté | 27 de fevereiro de 2017 | 21 de julho de 2017      | Segunda a Sexta     | 22:20      |
| Comores                        | Nina TV           | Les Couleurs de la Liberté | 27 de fevereiro de 2017 | 21 de julho de 2017      | Segunda a Sexta     | 23:20      |
| Djibouti                       | Nina TV           | Les Couleurs de la Liberté | 27 de fevereiro de 2017 | 21 de julho de 2017      | Segunda a Sexta     | 23:20      |
| Madagáscar                     | Nina TV           | Les Couleurs de la Liberté | 27 de fevereiro de 2017 | 21 de julho de 2017      | Segunda a Sexta     | 23:20      |
| Maurícia                       | Nina TV           | Les Couleurs de la Liberté | 28 de fevereiro de 2017 | 22 de julho de 2017      | Terça a Sábado      | 00:20      |
| Seicheles                      | Nina TV           | Les Couleurs de la Liberté | 28 de fevereiro de 2017 | 22 de julho de 2017      | Terça a Sábado      | 00:20      |
| Namíbia                        | Nina TV           | Side by Side               | 6 de março de 2017      | 28 de julho de 2017      | Segunda a Sexta     | 19:5019    |
| Gana                           | Nina TV           | Side by Side               | 6 de março de 2017      | 28 de julho de 2017      | Segunda a Sexta     | 20:50      |
| Libéria                        | Nina TV           | Side by Side               | 6 de março de 2017      | 28 de julho de 2017      | Segunda a Sexta     | 20:50      |
| Serra Leoa                     | Nina TV           | Side by Side               | 6 de março de 2017      | 28 de julho de 2017      | Segunda a Sexta     | 20:50      |
| Nigéria                        | Nina TV           | Side by Side               | 6 de março de 2017      | 28 de julho de 2017      | Segunda a Sexta     | 21:50      |
| Botsuana                       | Nina TV           | Side by Side               | 6 de março de 2017      | 28 de julho de 2017      | Segunda a Sexta     | 22:50      |
| Lesoto                         | Nina TV           | Side by Side               | 6 de março de 2017      | 28 de julho de 2017      | Segunda a Sexta     | 22:50      |
| Malawi                         | Nina TV           | Side by Side               | 6 de março de 2017      | 28 de julho de 2017      | Segunda a Sexta     | 22:50      |
| Essuatíni                      | Nina TV           | Side by Side               | 6 de março de 2017      | 28 de julho de 2017      | Segunda a Sexta     | 22:50      |
| África do Sul                  | Nina TV           | Side by Side               | 6 de março de 2017      | 28 de julho de 2017      | Segunda a Sexta     | 22:50      |
| Zâmbia                         | Nina TV           | Side by Side               | 6 de março de 2017      | 28 de julho de 2017      | Segunda a Sexta     | 22:50      |
| Zimbabwe                       | Nina TV           | Side by Side               | 6 de março de 2017      | 28 de julho de 2017      | Segunda a Sexta     | 22:50      |
| Quénia                         | Nina TV           | Side by Side               | 6 de março de 2017      | 28 de julho de 2017      | Segunda a Sexta     | 23:50      |
| Sudão                          | Nina TV           | Side by Side               | 6 de março de 2017      | 28 de julho de 2017      | Segunda a Sexta     | 23:50      |
| Sudão do Sul                   | Nina TV           | Side by Side               | 6 de março de 2017      | 28 de julho de 2017      | Segunda a Sexta     | 23:50      |
| Tanzânia                       | Nina TV           | Side by Side               | 6 de março de 2017      | 28 de julho de 2017      | Segunda a Sexta     | 23:50      |
| Uganda                         | Nina TV           | Side by Side               | 6 de março de 2017      | 28 de julho de 2017      | Segunda a Sexta     | 23:50      |
| França                         | France Ô          | Les Couleurs de la Liberté | 29 de maio de 2017      |                          | Segunda a Sexta     | 09:4520    |
| Mónaco                         | France Ô          | Les Couleurs de la Liberté | 29 de maio de 2017      |                          | Segunda a Sexta     | 09:4520    |
| Bélgica                        | France Ô          | Les Couleurs de la Liberté | 29 de maio de 2017      |                          | Segunda a Sexta     | 09:4520    |
| Luxemburgo                     | France Ô          | Les Couleurs de la Liberté | 29 de maio de 2017      |                          | Segunda a Sexta     | 09:4520    |
| Suíça                          | France Ô          | Les Couleurs de la Liberté | 29 de maio de 2017      |                          | Segunda a Sexta     | 09:4520    |
| Quénia                         | Citizen TV        | Side by Side               | 19 de junho de 2017     |                          | Segunda a Sexta     | 18:00      |
| Cuba                           | Cubavisión        | Lado a Lado                | 11 de julho de 2017     |                          | Terça e Quinta      | 21:00      |
| França                         | RFO10             | Les Couleurs de la Liberté | 13 de novembro de 2017  | 11 de janeiro de 2018    | Seg, Ter, Qui e Sex | 13:0021    |
| Paraguai                       | SNT               | Lado a Lado                | Brevemente              | Brevemente               | Brevemente          | Brevemente |
| China                          | CCTV              | 并排                       | Brevemente              | Brevemente               | Brevemente          | Brevemente |
| Hong Kong                      | CCTV              | 并排                       | Brevemente              | Brevemente               | Brevemente          | Brevemente |
| Macau                          | CCTV              | 并排                       | Brevemente              | Brevemente               | Brevemente          | Brevemente |
| Macedónia do Norte             | RTV21             | Рамо до рамо               | Brevemente              | Brevemente               | Brevemente          | Brevemente |
| Kosovo                         | RTV21             | Рамо до рамо               | Brevemente              | Brevemente               | Brevemente          | Brevemente |
| Bandeira actual                | RTV21             | Рамо до рамо               | Brevemente              | Brevemente               | Brevemente          | Brevemente |

↑1 Exibida às 17:45 entre 10 de setembro a 4 de outubro de 2012 devido a transmissão do horário eleitoral gratuito.
↑2  Exibida às 23:00 os Sábados.
↑3  Transferida para as 23:00.
↑4  Trasnferida para Quarta e Quinta a partir do dia 20 de maio de 2015.
↑5  Exibida em capítulos duplos. Transferida para as 08:30 em capítulos simples a partir do dia 20 de maio de 2015. Transferida para as 09:00 a partir do dia 13 de janeiro de 2016.
↑6  Somente é exibida na ilha de Reunião.
↑7  Foi cancelada.
↑8  Trasnferida para as 15:00.
↑9  Os 5 primeros episódios foram transmitidos em capítulos de 30 minutos as 18:45.
↑10  Exibida apenas em territórios e departamentos de ultramar da França: Guadalupe, Guiana Francesa, Martinica, Mayotte, Nova Caledónia, Reunião, Polinésia Francesa, São Bartolomeu, São Martinho, São Pedro e Miquelão e Wallis e Futuna pelo canal RFO
↑11  Trasnferida para as 15:00.
↑12  Os 2 primeros episódios foram transmitidos em capítulos de 30 minutos.
↑13  Exibida em capítulos duplos.
↑14  Foi emitida até 14 de maio de 2016 e voltou a ser transmitida em 3 de setembro de 2016.
↑15  Foi emitida até 31 de julho e voltou a ser transmitida em 3 de setembro de 2016.
↑16  Transferida para as 19:00 a partir do dia 3 de outubro.
↑17  Transferida para as 13:00 a partir do dia 9 de março.
↑18  Transferida para as 19:00 a partir do dia 16 de dezembro de 2016. Último capítulo domingo, 5 de fevereiro, em horário especial às 17:00.
↑19  Transferida para as 21:50 a partir do dia 3 de abril.
↑20  O primeiro capítulo foi exibido às 09:00, antes do segundo capítulo que foi ao ar às 09:45. Exibida em capítulo triplos.
↑21  Exibida em capítulos triplos.